# イングランド王立外科医師会

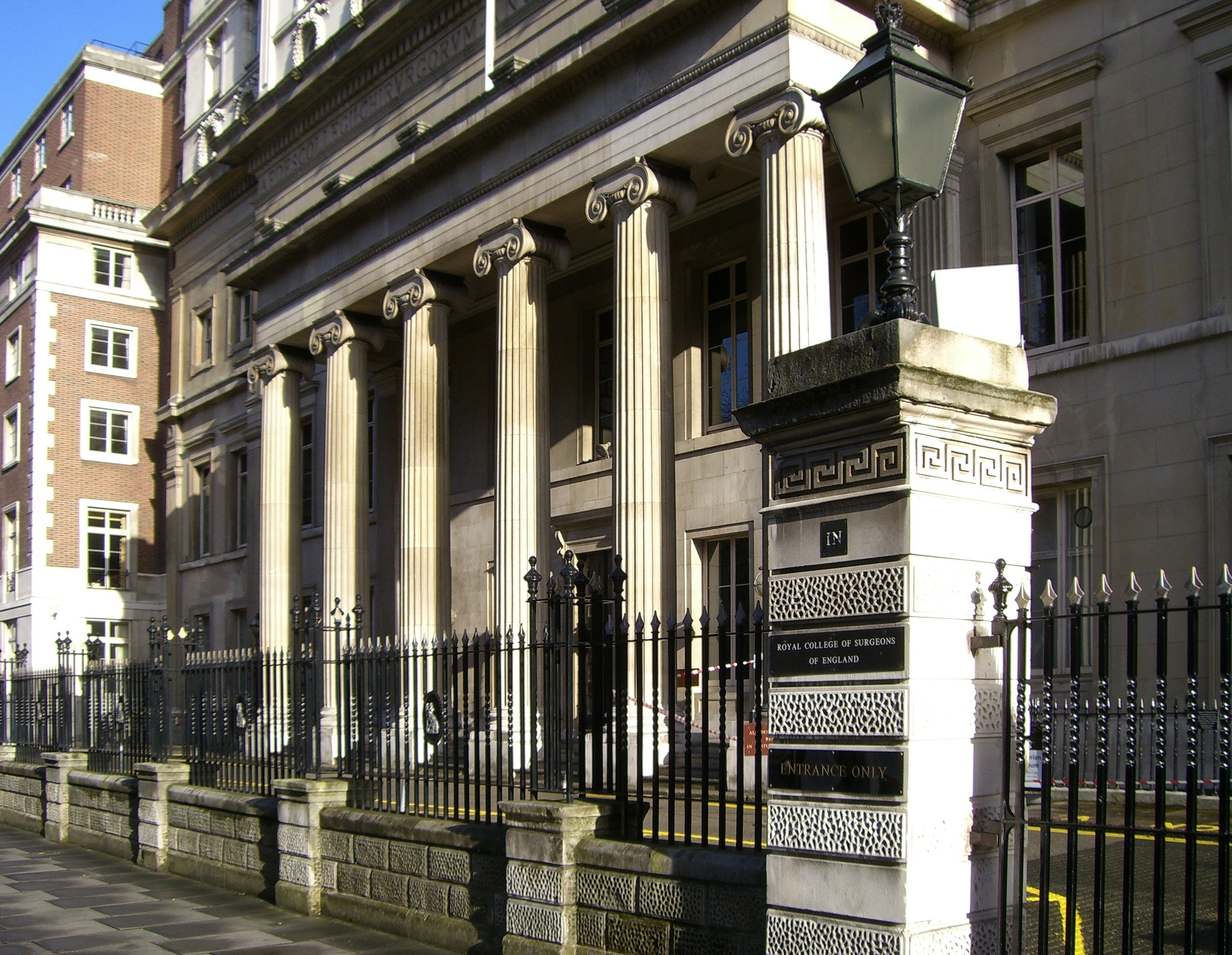
ロンドンにある王立外科医師会本部

イングランド王立外科医師会(The Royal College of Surgeons of England)は、イギリスのイングランド及びウェールズにおいて、歯科を含めた外科的な医療を統制し、患者の治療と外科技術について最高水準を促進、前進させることを目的とした独立した職能団体である。略称はRCS。フェローシップ（王立外科医師会会員）をFRCS (Fellowship of the Royal College of Surgeons) と呼び、しばし英国連邦圏における上級医の資格・肩書きとしても用いられている。本部はロンドンのリンカーンズ・イン・フィールズの南側に位置している。

## 歴史
1308年に創設されたロンドン市内の床屋たちのギルドに起源する。床屋は外科医が職業として確立されるまで、外科的な治療を行っていた。中世ヨーロッパで外科的な医療を行っていたのは主に修道院であったが、聖職にあったため流血を伴う外科処置が行えず、出入りの床屋に補助をさせたのが始まりと言われている。エドワード4世の時代、1462年に外科手術が床屋ギルドの正式な業務と認められ、外科手術の統制も床屋たちが行うようになると、その枠外にいた外科手術のみを専門とする外科医たちと、外科手術を兼任する床屋たちの間で論争になり、1493年に外科医たちが床屋ギルドに加入できる協定が結ばれるまで続いた。ヘンリー8世の時代、1540年に床屋ギルドは正式に床屋外科医組合として設立が許された。1745年に床屋の業務から外科処置を分離させ、外科医組合として独立した。1800年に勅許を得て、ロンドン王立外科医師会となった。1843年にはさらに勅許を得て、現在のイングランド王立外科医師会となった。

## 会員
王立外科医師会会員(FRCS)に対しては、Dr.ではなくMr.を用いるのが正しい敬称である。
設立初期のロンドン・イングランド王立外科医師会には、次の人物も含め300名ほどの会員(Fellow)がいた。
- ジョン・アバネシー (1764–1831)
- ジョン・バドリー (1783–1870)
- リチャード・パートリッジ (1805–1873)

会員の伝記は外科医師会の司書ビクター・プラールによって編纂が始められ、1929年に彼が死亡した後も続き、2005年の時点で5000余りの人物の伝記が9冊の本に纏められた。現在はイングランド王立外科医師会によって、そのオンライン版としてPlarr's Lives of the Fellows Onlineが公開されている。

## 本部
外科医組合の本部は、1797年にオールド・ベイリーにあった外科医会館からリンカーンズ・イン・フィールズに移った。外科医師会となって以降の最初の建物はジョージ・ダンス・ザ・ヤンガーとジェームス・ルイスによって設計され、1805年から1813年にかけて建設された。後にこの建物は、建築家ジョン・ソーンの診断によって構造的な欠陥が発見される。1833年、建て替えのための公開コンペは建築家チャールズ・バリーが勝利を収めた。1941年にドイツによる爆撃が外科医師会を直撃したが、図書館と本部の玄関部分は現存している。

## ハンテリアン博物館
1799年になってイギリス政府はジョン・ハンターの遺したコレクションを購入し、その管理を外科医師会に任せた。ハンターのコレクションを基礎として、その後、歯科学分野のコレクションやリチャード・オーウェンの博物学コレクションなどによって補完され、現在のハンテリアン・コレクションとなっている。博物館には数千もの解剖学的な標本と多数の外科器具が展示されており、イーブリン・テーブルや「アイルランドの巨人」チャールズ・バーンの骨格標本も含まれている。